# Kefrenova piramida
Kefrenova ali Kafrejeva piramida je druga najvišja in druga največja piramida v Gizi in grobnica faraona Kafreja (Kefrena) iz Četrte egipčanske dinastije, ki je vladal od okoli 2558 do 2532 pr. n. št.

## Velikost
Osnovnica piramide meri 215,5  m, višina pa 136,4 m. Zgrajena je iz blokov apnenca, težkih več kot dve toni. Prostornina piramide je 2.211.096 m3. Naklon stranskih ploskev je 53°13', zato je malo bolj strma od bližnje Keopsove piramide z naklonom 51°50'24". Piramida stoji na živi skali 10 m više kot Keopsova in je zato navidezno višja. 

## Zgodovina
Piramida je bila odprta in izropana verjetno že v Prvem vmesnem obdobju. V obdobju Osemnajste dinastije se je obloga Kefrenove piramide na ukaz Ramzesa II. uporabila za gradnjo templja v Heliopolisu. Arabski zgodovinar Ibn Abd al-Salam je zapisal, da je bila piramida odprta leta 1372 n. št. Na zidu pogrebne komore je arabski napis, morda iz prav tega obdobja.
Kdaj so pokradli kamnite plošče, s katerimi je bila piramida obložena, ni znano. Domneva se, da so bile leta 1646 še na svojem mestu, saj je John Greaves, profesor astronomije na Univerzi v Oxfordu v svoji knjigi Pyramidographia napisal, da »njeni kamni niso tako veliki in tako pravilno položeni kot na Keopsovi piramidi, ki je gladka in nerazpokana, razen na jugu«.
V sodobnem času je piramido prvi raziskoval Giovanni Belzoni in 2. marca 1818 na njeni severni strani odkril vhod vanjo. Upal je, da je pogrebna soba nedotaknjena, vendar je v njej našel samo odprt sarkofag in razbit pokrov.
Prvo popolno raziskavo je opravil John Perring leta 1837. Leta 1853 je Auguste Mariette delno raziskal tempelj v Kefrenovi dolini in leta 1858 po zaključku čiščenj odkril faraonov kip iz diorita.

## Zgradba
Podobno kot Velika piramida ima tudi Kefrenova piramida v jedru izdanek na kamniti ploščadi. Ker je bila ploščad nagnjena, so za izravnavo njen severozahodni del znižali za 10 m, jugovzhodnega pa podzidali. 
Piramida je zgrajena iz vodoravnih plasti kamnitih blokov. Bloki v njenem spodnjem delu so zelo veliki, potem pa postajajo vedno manjši. Na samem vrhu so debeli samo okoli 50 cm. V spodnji polovici višine so plasti grobe in nepravilne, v srednjem delu pa je opazen pas zelo pravilne zidave. Na severozahodnem vogalu piramide so stopničasto oblikovali kar živo skalo, na kateri piramida stoji. Vršni del piramide je še obložena z okrasnimi ploščami, vršni kamen (piramidion) pa manjka. 
Spodnje plasti piramide so zgrajene iz rožnatega granita, gornji sloji pa iz turskega apnenca. Podrobne raziskave so pokazale, da vogalni bloki na vrhu piramide niso položeni naravnost, ampak so za nekaj milimetrov zamaknjeni. Ena od teorij trdi, da je zamik posledica potresov, druga pa, da so bili bloki zaradi pomanjkanja prostora na vrhu piramide obdelani pred vgradnjo.

## Notranjost
Grobna komora ima dva vhoda. Prvi je na višini 11,5 m, drugi pa na dnu piramide. Hodniki niso poravnani s srednjico piramide, ampak so zamaknjeni za 12 m proti vzhodu. Spodnji hodnik, v celoti vklesan v skalo, se najprej spusti, nato izravna in zatem dvigne in pridruži gornjemu hodniku, ki vodi v grobno komoro. 
Ena od teorij, zakaj ima piramida dva vhoda, je, da je bila piramida po prvotnem načrtu mnogo večja. Njena severna osnovnica bi morala biti pomaknjena 30 m proti severu, s čimer bi bila Kefrenova piramida večja od piramide njegovega očeta Keopsa. Vhod v to piramido bi bil spodnji vhod sedanje piramide. Ker so ploščad piramide na severni strani odrezali bolj kot na zahodni, je na ploščadi verjetno ostalo premalo prostora za obzidje in piramidno teraso. Druga teorija trdi, da so se, tako kot pri številnih prejšnjih piramidah, spremenili načrti, vhod pa se je med gradnjo temu primerno premaknil.
Stranska komora, ki je po dolžini enaka kraljevi komori Keopsove piramide (okoli 10,5 m), je zahodno od spodnjega hodnika. Njen namen ni znan, lahko pa bi služila za shranjevanje daril, skladiščenje pogrebne opreme ali serdab – prostor za dušo pokojnika (Ka). Gornji, spuščajoči se del spodnjega hodnika, je obložen z granitom. 
Pogrebna komora je vklesana v živo skalo. Strop je koničast, zgrajen iz stopničasto položenih apnenčastih tramov. Komora je pravokotna in meri 14,15 x  5 m. Orientirana je v smeri vzhod-zahod. Kefrenov sarkofag je izklesan iz granitnega bloka, delno vgreznjenega v tla. Belzoni je v njem našel živalske, morda bikove kosti. Druga luknja v tleh je bila verjetno namenjena kanopskim vrčem. Njihov pokrov bi lahko bila kar ena od talnih plošč.

## Piramidni kompleks

### Satelitska piramida
Na južni strani Kefrenove piramide je ob njeni srednjici satelitska piramida, od katere ni ostalo skoraj nič, razen nekaj blokov, ki obdajajo temelje. V piramidi sta dva spuščajoča se hodnika. Eden od njiju se konča z nišo, v kateri je bilo nekaj obrednega pohištva.

### Kefrenovi templji
Templji v Kefrenovem piramidnem kompleksu so v mnogo boljšem stanju kot Keopsovi. To velja še posebej za tempelj v Dolini templja. Vzhodno od piramide je pogrebni tempelj, ki je precej porušen, vendar je iz njegovih ostankov mogoče rekonstruirati njegov načrt. Tempelj je bl večji od prejšnjih in prvi, ki je vseboval vseh pet elementov kasnejših pogrebnih templjev: vhodno dvorano, stebriščno dvorišče, pet niš za kipe faraona, pet skladiščnih komor in notranje svetišče. V njem je bilo več kot petdeset Kefrenovih kipov v naravni velikosti, ki so jih odstranili in predelali, morda v času Ramzesa II. Tempelj je bil zgrajen iz megalitskih blokov, od katerih največji tehta okoli 400 ton.
Pot do zelo podobnega templja v Dolini templja je dolga 494,6 m. Tempelj je zgrajen iz megalitskih blokov, obloženih z rdečim granitom. Kvadratni stebri v dvorani v obliki črke T so iz enega kosa granita, tla pa so obložena z alabastrom. Zunanjost je bila zgrajena iz ogromnih blokov. Nekateri med njimi tehtajo več kot sto ton.  Četudi v templju ni bilo nobenega okrasja, je bil poln simbolike: dvoje vrat se je odpiralo v vestibul in veliko stebriščno dvorano, v kateri so bile niše s 23 Kefrenovimi kipi. Stebri so bilo pokradeni. Notranjost je zgrajena iz granita iz Doline templja in zelo dobro ohranjena. Zunanjost, zgrajena iz apnenca, je zaradi vremena veliko bolj načeta.
Tako imenovani Sfingin tempelj ni dokazano pripisan nobenemu faraonu. Iz podobnosti s Kefrenovim pogrebnim templjem je moč sklepati, da ga je zgradil isti gradbenik.

### Sfinga
Sfinga je bila verjetno izklesana iz skalnate tvorbe, iz katere so lomili bloke za gradnjo Kefrenove piramide in je morda spadala v piramidni kompleks.